# Okręg Lille
Okręg Lille (fr. Arrondissement de Lille) – okręg w północnej Francji. Populacja wynosi 1 199 000.

## Podział administracyjny
W skład okręgu wchodzą następujące kantony:
- Armentières,
- Bassée,
- Cysoing,
- Haubourdin,
- Lannoy,
- Lille-Centre,
- Lille-Est,
- Lille-Nord,
- Lille-Nord-Est,
- Lille-Nord-Ouest,
- Lille-Sud,
- Lille-Sud-Est,
- Lille-Sud-Ouest,
- Lomme,
- Marcq-en-Barœul,
- Pont-à-Marcq,
- Quesnoy-sur-Deûle,
- Roubaix-Centre,
- Roubaix-Est,
- Roubaix-Nord,
- Roubaix-Ouest,
- Seclin-Nord,
- Seclin-Sud,
- Tourcoing-Nord,
- Tourcoing-Nord-Est,
- Tourcoing-Sud,
- Villeneuve-d’Ascq-Nord,
- Villeneuve-d’Ascq-Sud.